# Bertha, the Buttonhole-Maker
Bertha, the Buttonhole-Maker è un cortometraggio muto del 1914 diretto da Dell Henderson.

## Trama
Il principale mette gli occhi sulla bella Bertha: per sedurla, manda via il fidanzato della ragazza e, con una scusa, riesce a restare solo con lei in fabbrica. Ma il giovanotto innamorato non si fa mettere tanto facilmente i piedi in testa e alla fine salva la donzella in pericolo.

## Produzione
Il film fu prodotto dalla Biograph Company.

## Distribuzione
Distribuito dalla General Film Company, il film - un cortometraggio di 150 metri - uscì nelle sale cinematografiche statunitensi il 4 dicembre 1914. Nelle proiezioni, veniva programmato con il sistema dello split reel, accorpato in un'unica bobina con un altro cortometraggio prodotto dalla Biograph, la commedia Making Them Cough Up.